# Скраћеница
Скраћеница или абревијатура (фр. abréviation) потиче из латинског језика (abbreviatio), што значи скраћеница. Често их налазимо на првим странама енциклопедија, лексикона и речника под називом скраћенице или најчешће скраћенице.

## Како настају скраћенице
Скраћенице најчешће настају абревијацијом (лат. brevis — „кратак”) тако што се узиме:
- почетно слово неке речи: л. — л(итар), или почетна слова неког термина: ФМУ - Ф(акултет) М(узичке) У(метности).
- неколико почетних слова неке речи: енгл. — енгл(ески).
- неколико слова неке речи (обично сугласници): Бгд — Б(ео)г(ра)д.

## Разлог употребе скраћеница
Абревијатуре нам четвороструко помажу:
1. штеде време (брже се пише скраћена реч или израз),
2. штеде простор (реч или израз је скраћен),
3. олакшавају писање (реч или израз садржи само неко/лико слово/а),
4. визуелно поједностављују текст читаоцу.

## Где се све употребљавају скраћенице
Готово је немогуће набројати сва занимања у којима се користе скраћенице:
- Абревијатура (лингвистика)
- Абревијатура (музика)
- Абревијатура (физика)
- Абревијатура (хемија)
- Абревијатура (биологија)
- Абревијатура (математика)
- Абревијатура (географија)
- Абревијатура (медицина)
- Абревијатура (рачунарство)